# Градски стадион у Беранама
Градски стадион у Беранама је вишенаменски травнати стадион са атлетском стазом у Беранама, капацитета 11.000 места. По капацитету је други по величини стадион у Црној Гори. Трибине се налазе уз аут линије терена, док иза голова нема гледалаца. Углавном се користи за играње фудбалских утакмица. На њему своје утакмице игра црногорски прволигаш ФК Беране.
Стадион не испуњава услове за одигравање утакмица у европским такмичењима.